# Saint Seiya 1996 Song Collection
Saint Seiya 1996 Song Collection (聖闘士星矢 1996 ソングコレクション), estilizado como Saint Seiya 1996 SONG COLLECTION, é um álbum com músicas de Os Cavaleiros do Zodíaco. Foi lançado em 20 de março de 1996 pela Nippon Columbia e possui dez faixas interpretadas pela banda MAKE-UP.

## Produção
A banda MAKE-UP foi a responsável pela primeira abertura e o primeiro encerramento do anime. O sucesso os levaram a gravar um álbum inteiro de canções para a série, chamado Saint Seiya Hit Kyokushuu I, com músicas que apareceram em episódios. Tanto o seriado quanto o disco foram lançados em 1986 e este álbum, Saint Seiya 1996 SONG COLLECTION, foi feito para comemorar 10 anos desses lançamentos. O curioso é que a ideia original era a de lançar um álbum comemorativo da banda, mas que a própria sugeriu que fosse um álbum de Cavaleiros do Zodíaco, tornando-se, então, uma celebração de ambos. A banda havia se separado em 1987 e se reuniu exclusivamente para este lançamento. Curiosamente, o guitarrista da banda, Hiroaki Matsuzawa, já vinha realizando trabalhos em trilhas sonoras do anime, compondo quase todas as canções do álbum Saint Seiya Hit Kyokushuu II e três músicas lançadas no álbum Saint Seiya Hit Kyokushuu III BOYS BE ~Kimi ni Ageru Tame ni~, incluindo a segunda abertura, "Soldier Dream".
Reunir a banda foi complicado devido às agendas de todos em seus outros empreendimentos, mas tudo deu certo e, curiosamente, este álbum foi gravado no mesmo estúdio onde o grupo gravou pela primeira vez no começo de sua carreira. Foi a última vez em que os membros originais da banda gravaram um disco.

## Legado
Este álbum contém os segundos arranjos que "Pegasus Fantasy" e "Blue Forever" receberam ao longo dos anos. Ambas as canções marcaram a carreira da banda, principalmente de Nobuo Yamada, que viajou o mundo cantando esses temas. Outras canções deste álbum também marcavam presença em seus shows.
Canções deste álbum foram inclusas em outras coletâneas comemorativas do anime, como Saint Seiya Song Best e Saint Seiya: The Gold Collection.
A própria MAKE-UP relançou as canções com novos arranjos em outras duas oportunidades, uma em um novo single lançado em 2009, feito especialmente para o evento Anime Japan Fes; e outra em um EP lançado no mesmo ano chamado The Voice from Yesterday, onde ambas as músicas receberam 21st century ver. nos nomes.
Em 2012, uma nova versão de "Pegasus Fantasy", intitulada "Pegasus Fantasy ver. Omega", foi lançada para ser a abertura do novo anime da franquia, Saint Seiya Omega. A banda se reuniu e contou com a participação da cantora Shoko Nakagawa como convidada especial (vocal de apoio). O single alcançou a 29ª posição no ranking semanal da Oricon e a 24ª na Billboard Japan. No Brasil, esta versão é interpretada por Larissa Tassi e Rodrigo Rossi.
Quando Knights of the Zodiac: Saint Seiya, um novo anime da franquia foi lançado em 3D, "Pegasus Fantasy" ganhou nova versão, dessa vez pela banda The Struts e com a música renomeada para "Pegasus Seiya".

## Faixas
| N.º            | Título               | Letras         | Música            | Arranjo        | Duração |  |
| 1.             | "Only for Love"      | Nobuo Yamada   | Yohgo Kohno       | Y. Kohno       | 5:47    |  |
| 2.             | "Where Do We Go?"    | N. Yamada      | Hiroaki Matsuzawa | H. Matsuzawa   | 4:21    |  |
| 3.             | "Love Is Forever"    | N. Yamada      | Y. Kohno          | Y. Kohno       | 4:24    |  |
| 4.             | "Sayonara Warriors"  | N. Yamada      | Y. Kohno          | Y. Kohno       | 6:08    |  |
| 5.             | "Try Again"          | N. Yamada      | H. Matsuzawa      | H. Matsuzawa   | 4:30    |  |
| 6.             | "Hello"              | N. Yamada      | Y. Kohno          | Y. Kohno       | 4:15    |  |
| 7.             | "Never Give Up Boys" | N. Yamada      | H. Matsuzawa      | H. Matsuzawa   | 4:51    |  |
| 8.             | "You Need Love"      | N. Yamada      | H. Matsuzawa      | H. Matsuzawa   | 5:25    |  |
| 9.             | "Pegasus Fantasy"    | Machiko Ryu    | H. Matsuzawa      | MAKE-UP        | 3:40    |  |
| 10.            | "Blue Forever"       | M. Ryu         | H. Matsuzawa      | MAKE-UP        | 6:12    |  |
| Duração total: | Duração total:       | Duração total: | Duração total:    | Duração total: | 49:33   |  |

## Créditos
Fonte:
MAKE-UP:
Vocal: Nobuo Yamada
Guitarra: Hiroaki Matsuzawa
Teclados: Yohgo Kohno
Baixo: Yasuyoshi Ikeda
Bateria: Yoshihiro Toyokawa
Músicos de apoio:
Guitarra: Masaki "Hulk" Sakne
Programação de sintetizador: Kazuharu Nagumo
Produção:Produtores: Y. Kohno e H. Matsuzawa
Engenheiro de gravação: Kunihiko Aoto
Direção: Kazuo Kumada
Produção executiva: Kazuo Kogure
Direção de arte e design: Nao Koyama e Hanae Node
Ilustração da capa: Shingo Araki e Michi Himeno

Supervisão: Kozo Morishita